# 创伤学

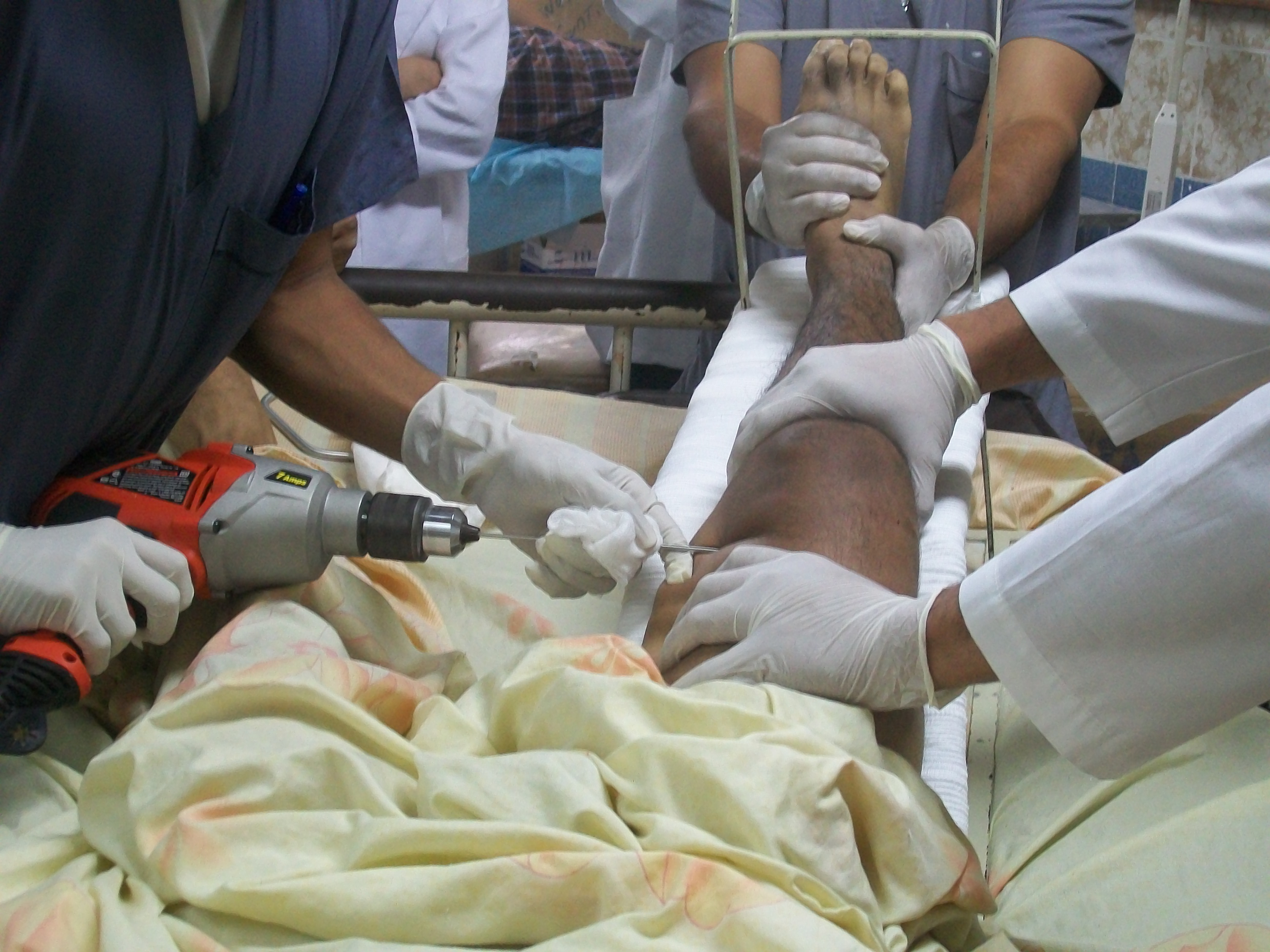
创伤手術

創伤学（traumatology）也稱為外傷學，是研究因為意外事故或是暴力而產生的傷口及創傷，以及受損部位的手術治療及復原。创伤学是醫學的一個分支，一般會歸類在外科学以內，若沒有創傷外科的分科，多半會放在骨科中。

## 分支
創伤学的分支可分為創伤醫学（medical traumatology）及心理創傷學。創伤醫学可以定義為研究因為意外事故或是暴力而產生的傷口及創傷。這類的創傷學著重的是手術治療，以及為了讓患者從傷害中復原，所需進行的物理治療。心理創傷學要處理的是由於惡性應激事件對心靈造成的傷害。這類的創傷也可能是生活中巨大壓力的結果。心理創傷有時也是伴隨著會威脅到個人安全感或性命的肢體傷害。心理創傷常會讓人焦慮、受威脅、感覺會被壓力壓倒
創伤可以分為：
- 急性：由單一有壓力或是危險的情境導致。
- 慢性：由反覆長期暴露在高壓力的情境導致。
- 複雜：由多次暴露在創伤事件下所導致。

## 創傷的種類
當考慮創傷種類時，生理創傷及心理創傷需一起評估。創傷種類包括有車禍、槍傷、腦震盪、事故後的PTSD等。生理創傷可以用手術來治療，但患者可能仍有心理創傷或是其他壓力因素。例如青少年在車禍中手腕受創，後來動了大手術才保住手部，車禍後開車可能會有焦慮的反應。若有人經歷過一個或多個重大的創傷式事件，有恐懼反應，且有以下三種症狀一個月以上，則會診斷為PTSD，這三種症狀是：重新經歷創傷事件、避免和創傷相關的任何事物、過度警覺:555。

## 生理創傷護理指南
在為創傷患者急救時，重點是呼吸道管理、監控生命跡象及外傷管理。呼吸道管理是緊急現場急救的主要部份。利用系統化的處理，現場人員需評估患者的呼吸道是否有堵塞，以確保患者可以維持循环系统運作正常，且現場人員需盡可能保持冷靜:19。在急救時，也要監控患者，確保其不會休克。護理人員需要監控病者，檢查血壓、心率等，確定病患狀態正常，不會心搏停止。在進行外傷管理時，頭頸部外傷的術後護理格外重要。頭部外傷是創傷相關死亡及失能比例最高的原因之一。頭部外傷的患者在手術後需進行斷層掃描以確保沒有其他的問題:28–30。

## 心理創傷護理指南
要協助心理創傷的人克服焦慮和壓力，有許多不同的作法。；也可以用自我照顧的方式，像是運動，或是和熟悉、有安全感的親友互動。創傷會影響身體的自然平衡，使其處於恐懼和過度興奮的狀態。每天運動30分鐘可以讓神經系統脫離創傷狀態。在處理心理創傷時，有好的支持系統是很重要的。參與社交活動、志工以及認識新朋友都有助於遺忘創傷事件。

## 患者評估
- 高級外傷救命術（英语：Advanced trauma life support），醫師處理創傷的訓練
- 改良式外傷指數（英语：Revised Trauma Score）
- 外傷嚴重度指數（英语：Injury Severity Score）
- 簡易外傷（英语：Abbreviated Injury Scale）
- 檢傷分類

## 傷口評估
傷口評估的要素有：
- 傷口的型態，是撕裂傷、刮傷、挫傷或是燙傷。
- 傷口的長度、寬度及深度。
- 傷口因為外力受創組織的總面積，或是因為化學反應（如灼傷或是接觸腐蝕性物質）受創組織的總面積。

病理學家以及法醫也需要檢查人身上的傷口。

## 外部連結
- Eastern Association for the Surgery of Trauma （页面存档备份，存于）
- European Federation of National Associations of Orthopaedics and Traumatology （页面存档备份，存于）
- Journal of Injury and Violence Research （页面存档备份，存于）
- Trauma.org 的存檔，存档日期2019-08-24. (trauma resources for medical professionals)